# Stolonica prolifera
Stolonica prolifera is een zakpijpensoort uit de familie van de Styelidae. De wetenschappelijke naam van de soort is voor het eerst geldig gepubliceerd in 1905 door Sluiter.